# 冬季援助活動

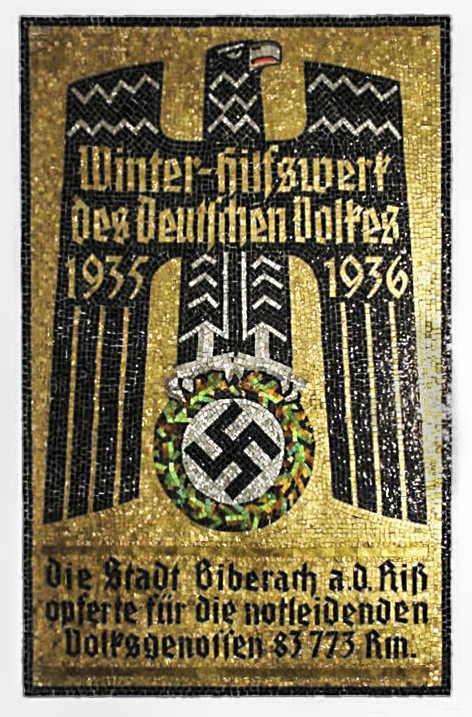
Puhl & Wagner (de)のガラスモザイク。上部の文字は「Winterhilfswerk des Deutschen Volkes 1935 1936」（1935年から1936年にかけたドイツ民族の冬季援助活動）。バーデン＝ヴュルテンベルク州のBraith-Mali博物館(de)所蔵。

冬季援助活動（ドイツ語: Winterhilfswerk、WHW）は、1933年から1945年までのナチス・ドイツで、社会福祉組織である国家社会主義公共福祉(NSV)が年次で実施した貧困者への慈善募金活動。冬季救貧運動、冬季貧困救済事業、冬季救済事業などとも訳される。

## 概要
冬季援助活動(WHW)のスローガンは「誰も飢えたり凍えるべきではない」であった。
この活動はハインリヒ・ブリューニング政権下の1931年に開始されたが、1933年に政権を獲得したアドルフ・ヒトラー政権下でも継続し、ヒトラーは後にWHWを「唯一の信頼」と呼んだ。活動は1933年から1945年まで、10月から3月までの期間に実施され、厳しい季節の間に不幸なドイツ人に食物、衣服、石炭などを提供する事を目的とした。
ナチス・ドイツの中央集権の一環として、乞食に直接与えるよりも寄付する事をポスターが人々に促した。
ヒトラーユーゲントとドイツ女子同盟が、このチャリティーへの募集に非常に活躍した。個人を超えた民族共同体を設置する努力の一環として、合計金額は個人別ではなく、発生した支部別に報告された。
全ての異なるナチス関連団体に特定の週末が割り当てられ、1または2ペニヒと交換に特別のバッジが配られた。これらのバッジは、木、ガラス、紙、テラコッタ、金属、プラスチックなどさまざまな異なった素材で作られ、非常にコレクション性のあるアイテムとなった。
第二次世界大戦終結までに8000種類を超えるものが作られ、その幾つかは現在でも高額で売買されている。

## 寄付金額
最初の年は 358,100,000マルク（当時はライヒスマルク）分の金銭や物品を提供した。翌年の冬からは総金額は着実に増加した。
- 1933/34年: 358,1 百万 ドイツマルク
- 1934/35年: 367,4 百万 ドイツマルク
- 1935/36年: 364,5 百万 ドイツマルク
- 1936/37年: 415,2 百万 ドイツマルク
- 1937/38年: 419,0 百万 ドイツマルク[5]
- 1938/39年: 566,0 百万 ドイツマルク
- 1939/40年: 680,1 百万 ドイツマルク
- 1940/41年: 916,2 百万 ドイツマルク
- 1942/43年: 1595,0 百万 ドイツマルク

## その他
- 冬季援助活動の施策は、社会階級の障壁打破に貢献したとの評価と、ヒトラーやナチスのプロパガンダであったとの評価が存在している。
- 日本では「年末助け合い」や「歳末たすけあい」などの慈善募金活動に相当する。

## 関連画像

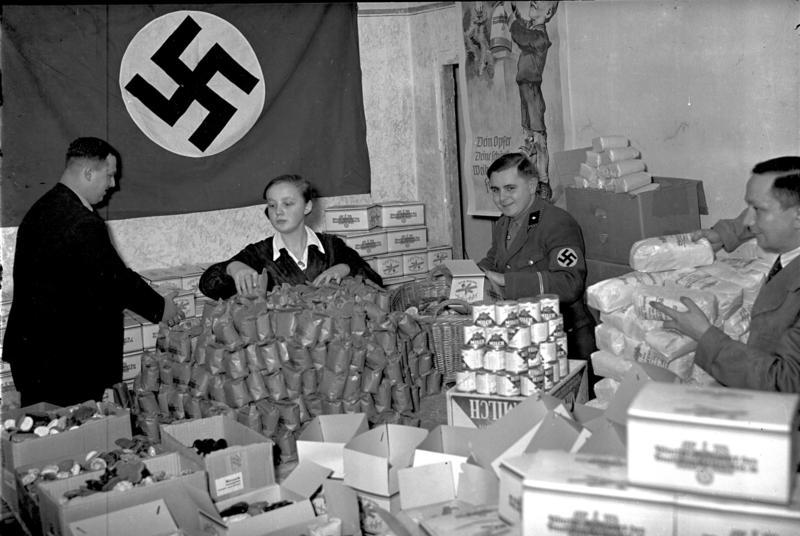
1935年、ベルリンでのWHWクリスマスキャンペーン
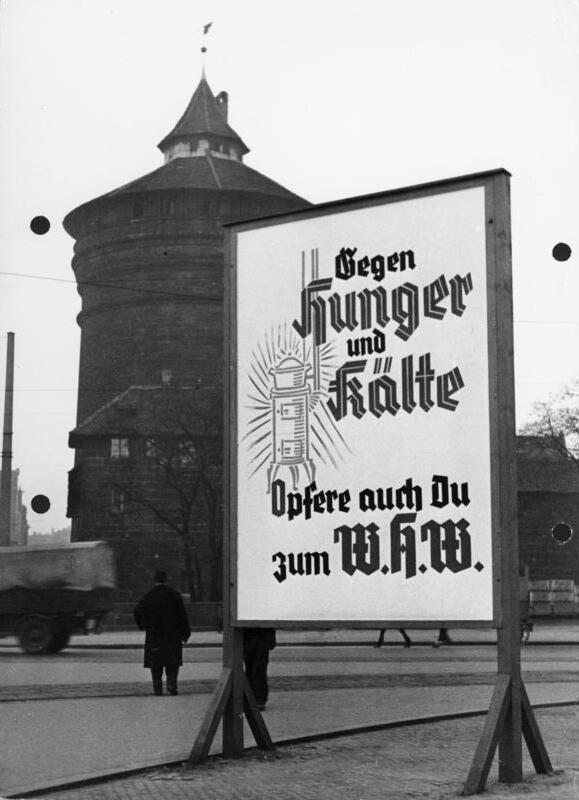
1936年、ニュルンベルクに掲示された看板。「空腹と寒さに立ち向かうため、あなたもWHWへ寄付を」と書かれている。
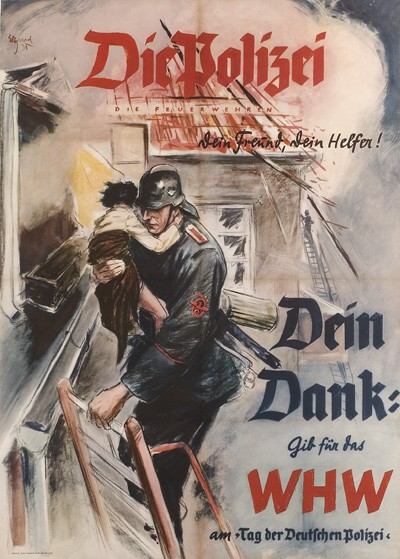
1938年、Helmuth Ellgaard (en)による宣伝ポスター。上部の文字は「警察の消防部門はあなたの友人にして救い手」。下部の文字は「あなたの感謝をWHWへ」。
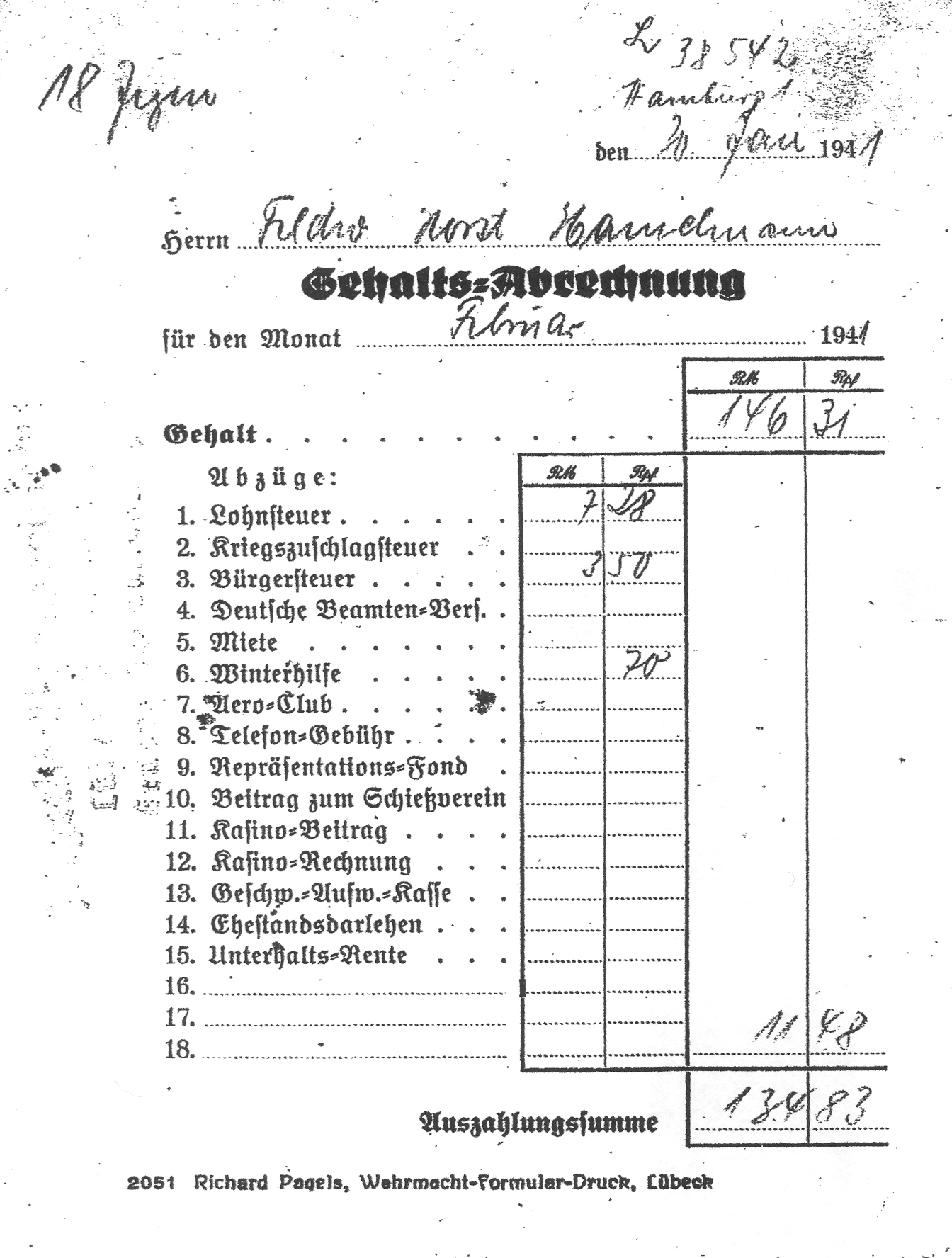
1941年2月の給与明細。控除分として上から所得税、市民税、WHWへの寄付金の三項目に金額が書かれている。
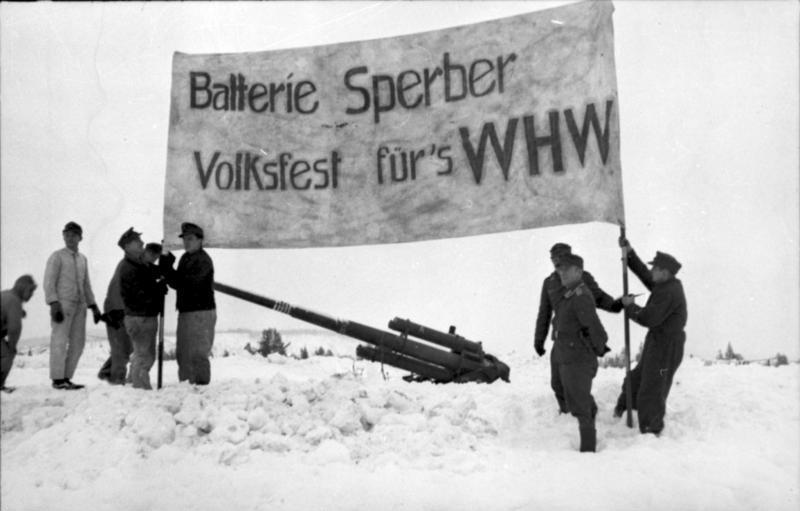
1942年、占領下のラップランドでWHWのバナーを掲げるドイツ軍高射砲兵たち
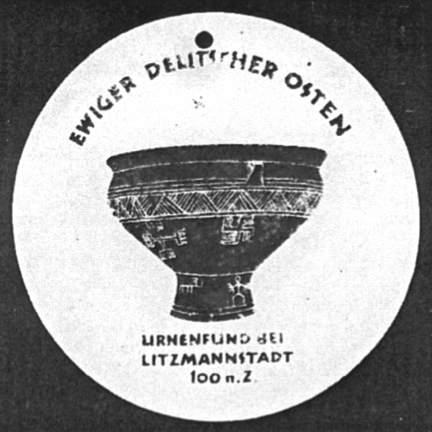
1942年から1943年の冬のWHWで発行されたセラミックのメダル。メダルのテーマは個々の帝国大管区で定められ、この例ではヴァルテラント帝国大管区。

## 関連書籍
- 「Das Winterhilfswerk. Erscheinungsbild und Bedeutung im Sozialsystem des Dritten Reichs」(Jan Möller, 2008年)
- 「Das Winterhilfswerk:ein Sozialwerk als Instrument des NS-Regimes」(Bettina Kess, Museum Malerwinkelhaus, 2008年)